# Sudanski narodi
Sudanski narodi, naziv je crnačkom stanovništvu nastanjenom od Bantu teritorija na sjever južno od saharskog područja, i istočno od Sahela na zapad do Atlantske obale (Senegal). Ova velika jezično-narodnosna porodica obuhvaća narode današnjih porodica Nilsko-saharske  (Istočnosudanski narodi) i Niger-kongoanske (Zapadnosudanski narodi).  Lingvistički su u veliku Niger-Kongo porodicu klasificirani i rasno različiti Bantu narodi, koji se fizički razlikuju dosta svjetlijom puti.

## Klasifikacija
Zapadnosudanski narodi
Adamawa-ubangijski narodi
Kwa: Edo,
Gur
Ijoid narodi: Ijo
Zapadnoatlantski narodi: Fulbe (Fulani).
Mande: Bambara.
Benue-kongoanski narodi
Kru
Kordofanski narodi.
Istočnosudanski narodi (Nilsko-saharski): 
Saharski narodi /Saharan Peoples/ (Kanuri, Teda, Dazaga, Zaghawa.),
Srednjosudanski narodi (Central Sudanic),
Fur,
Niloti (Acholi, Dinka, Luo, Masai, Nandi, Nuer, Šiluki (Shilluk), Bari, Teso, Turkana, Otuxo, Maa, Datoga, Pakot, Endo, Saboat, Nandi i izumrili Ongamo),
Nubijski narodi,
Songhai,
Didinga-Murle (Didinga, Murle, Kwegu, Mursi, Majang). Maban narodi (Mimi, Karanga, Mabang)